# العامرية (حريب)

تعديل مصدري - تعديل

العامرية هي إحدى قرى عزلة الاشراف بمديرية حريب التابعة لمحافظة مأرب، بلغ تعداد سكانها 289 نسمة حسب تعداد اليمن لعام 2004.